# Mythicomyia brevivena
Mythicomyia brevivena är en tvåvingeart som beskrevs av Tabet 1986. Mythicomyia brevivena ingår i släktet Mythicomyia och familjen svävflugor. Inga underarter finns listade i Catalogue of Life.